# Pylonracen
Pylonracen is het met modelvliegtuigen zo snel mogelijk tien rondjes om drie palen te vliegen. 
De palen staan in een soort van driehoekvorm. De basispylons staan bij de Quickie 500 en de Club 20 36,50 m uit elkaar terwijl de toppylon 150 m weg staat. Tijdens de race wordt er maximaal met vier modellen tegelijk om de snelste tijd over tien ronden gevlogen. Het is verplicht om de palen heen te vliegen anders komt er straftijd (10%) bij de totaaltijd. Gemiddeld zijn er in Nederland vier wedstrijden van de F3D, Club 20, E-Quikie 500 en de Quickie 500.

## F3D
Dit is de formule 1 onder de brandstof-pylonrace-klasse. F3D-modellen halen snelheden van ongeveer 330 kilometer per uur. Deze klasse wordt ook op internationaal niveau beoefend. Het parcours is 180 meter lang en 40 meter breed. Een heat in deze klasse duurt tien ronden. De totale raceafstand is dus 4000 meter. Een goede tijd in deze klasse is ongeveer 60 seconden wat een gemiddelde snelheid van 240 kilometer per uur geeft.
Door de hoge snelheden en g-krachten is een goedgebouwd en stevig model nodig. De meest moderne modellen bestaan dan ook grotendeels uit koolstof- en glasvezel. De motoren in deze klasse draaien soms wel 33.000 toeren per minuut. De meest gebruikte motor op dit moment is de MB 40. Deze motor heeft een hoog vermogen (± 3 kW) en is bovendien betrouwbaar. Het model moet aan de volgende eigenschappen voldoen:
- De vleugeloppervlak moet 0,34 m² zijn en
- de minimale spanwijdte 1,15 m.
- De minimale vleugeldikte (wortel) moet 22 mm zijn.
- De romp moet een hoogte van 175 mm hebben en
- de breedte van de romp moet 85 mm zijn met
- een doorsnede van 100 cm²
- Het gewicht moet tussen de 2200 en 3000 gram zijn.
- De motor mag maximaal 6,6 cm³ zijn. De brandstof die wordt gebruikt is 80% methanol en 20% wonderolie.

## Quickie 500
Quickie 500 pylonrace is een klasse bedoeld om kennis te maken met pylonrace. Quickie 500 is een goedkope, spannende en simpele manier van pylonracen. Alle modellen vliegen ongeveer even hard waardoor het op nauwkeurig sturen aan komt. De Quickie 500-modellen halen met de motoren die in Nederland gebruikt worden ongeveer een snelheid van 175 kilometer per uur. De meest gebruikte modellen zijn onder andere de Grand Chelham (arf-kit) en de Viper. Er kan ook van tekening gebouwd worden.
Een Quickie 500-model bestaat uit een vierkante houten romp en een ingedekte schuimvleugel en is dus zeer eenvoudig te bouwen. De minimale afmetingen van het Quickie 500-model zijn:
- Rompbrteedte minimaal 7,3 cm, minimale hoogte 8,9 cm met vleugel inbegrepen. De romp moet vierkantig zijn dus de hoeken mogen niet mooi rond afgewerkt worden.
- De vleugel moet een minimale dikte hebben van 3 cm en over een minimale spanwijdte van 120 cm.

Op de Quickie 500 modellen wordt een 6,5cc-motor van de merken Irvine, OS en Super-Tigre met standaard-dempers gebruikt. De Irvine 0,39 wordt het meest gebruikt onder de vliegers. Vaak worden de motoren op rubbers vastgezet. De motor op het model mag niet meer dan 80 dBa op 7 meter maken. De brandstof is maximaal 5% nitromethaan, 20% wonderolie en 75% methanol. De meest gebruikte propellers zijn de APC 10x7. Buiten Nederland vliegen de meeste Quick 500-vliegers met een Nelson-motor. Dit is een 6,5cc-motor die veel vermogen levert (mag niet op Nederlandse wedstrijden gebruikt worden vanwege het geluid). Een Quick 500-model met een Nelson kan snelheden behalen van ongeveer 250 kilometer per uur. Er is ook een elektro-uitvoering van de Quickie 500.

## Club 20
Deze klasse van pylonrace is in de jaren 70 door de Engelsman David Boddington bedacht. Zijn doel was om op een eenvoudige en goedkope manier te pylonracen met 3,5cc-standaardmotor met uitlaat.
Club 20 Pylonrace wordt ook op een driehoekig parcours gevlogen. Tijdens de race worden snelheden van over de 200 kilometer per uur gehaald.
De modellen zijn uitgerust met 3,5cc-standaardmotoren met voorinlaat en een zijuitlaat. De inlaatdiameter mag maximaal 4,5 mm zijn, terwijl de uitlaatdiameter gelimiteerd is tot 6 mm doorsnede. De motor mag niet worden getuned en er mogen geen resonantiepijpen worden gebruikt. Ook deze modellen zijn aan minimale afmetingen gebonden:
- romphoogte 120 mm
- rompbreedte 86 mm
- vleugelworteldikte 22 mm en
- vleugeltipdikte 16 mm
- Het model moet minimaal 1134 gram wegen.

De modellen hebben geen landinggestel en worden uit de hand opgegooid en op het gras geland. De meest gebruikte motoren voor deze klasse zijn: OPS, Nova Rossi en Irvine en als uitlaat wordt de Magic mufler van Irvine gebruikt. Meest gebruikte modellen zijn de Cat-fish, Flowline en de Vitesse. De gebruikte propellers zijn over het algemeen 7x6 APC of van Graupner. Brandstof wordt door de wedstrijdorganisatie uitgegeven en is standaard 20% wonderolie 75% methanol en 5% nitromethaan.

## Speed 400
In 2003 is er begonnen met een nieuwe elektroklasse op de pylonracewedstrijden. Deze klasse is de speed 400 pylonrace geworden. Het doel van deze klasse is om een goedkope en makkelijke elektro instapklasse te maken om later op te kunnen stappen naar een snellere raceklasse. Er wordt in Nederland gevlogen met de speed 400-pylonracertjes om een parcours van 216 meter. Dit is een kleiner parcours dan gebruikt wordt voor de snellere Club 20 en Quick 500 klassen. De vliegtuigjes kunnen in rechte vlucht een topsnelheid van 115 kilometer per uur halen. Tijdens een race zal de snelheid gemiddeld iets lager zijn vanwege het verlies van snelheid in de bochten. De speed 400 6 v(olt) trekt met een 4,7x4,7 APC of cam-propje en 7 batterijcellen Sanyo500AR ongeveer 7 ampère maximaal. Dus het vliegen kan met een zeer goedkope regelaar. De apparatuur moet aan de volgende regels voldoen: 
- maximaal 7 NiCd/NiMh cellen naar keuze.
- de capaciteit van de gebruikte cellen is ongelimiteerd.
- de elektromotor die gebruikt mag worden is de Mabuchi 380-motor, die meestal onder de namen Graupner Speed 400, Robbe Power 400 of Multiplex Permax 400 verkocht worden.
- de regelaar mag men zelf bepalen.